# Boué
Boué település Franciaországban, Aisne megyében. Lakosainak száma 1316 fő (2022. január 1.). Boué Barzy-en-Thiérache, Bergues-sur-Sambre, Esquéhéries, Étreux, La Neuville-lès-Dorengt, Le Nouvion-en-Thiérache és Oisy községekkel határos.

## Népesség
A település népességének változása:
| Lakosok száma | 1224 | 1455 | 1369 | 1276 | 1277 | 1303 | 1324 | 1339 | 1331 | 1316 |
|               | 1968 | 1982 | 1990 | 2006 | 2013 | 2015 | 2017 | 2019 | 2020 | 2022 |